# Щурмхаубице 42
Щурмхаубице 42 (на немски: Sturmhaubitze 42) е една от основните модификации на немското щурмово оръдие Щурмгешюц III.

## Развитие
Щурмхаубице е включен в списъка с проекти на Wa Prüf 6 под названието Sturmgeschütz leichte Feldhaubitze (105 mm лека полева гаубица). Предназначен е да осигурява ескортна артилерийска поддръжка на пехотата и да унищожава бункери. Фирмата „Даймлер-Бенц“ е натоварена с детайлния дизайн на шасито, а „Райнметал“ с плана за монтаж на le.FH.18 в надстройката.
До март 1942 г. Alkett монтира едно експериментално оръдие le.FH.18 в модифицираното шаси на Щурмгешюц модел Е. Дванадесет оръдия са планирани да бъдат произведени в периода декември 1941 – февруари 1942 г. От тях до май 1942 г. са сглобени пет машини. На 2 октомври 1942 г. по време на конференция в канцлерство на Райха с райхминистър Алберт Шпеер е представена новата машина пред Адолф Хитлер. Той е доволен от този модел и най-вече от изключително ниския профил на оръдието от 1,55 m. На Хитлер е докладвано, че серия от дванадесет машини е в процес на производство, като шест от тях са вече готови, три се очакват до 10 октомври, а останалите между три и четири седмици по-късно. На 13 октомври Хитлер споменава, че le.FH. монтирано на Щурмгешюц е оптималното решение.
Първите девет Щурмхаубице, завършени през октомври 1942 г., са зачислени към 3-та батарея от 185-и батальон на щурмовата артилерия и в края на ноември 1942 г. са изпратени на юг от Ленинград. Останалите три машини са завършени едва през януари 1943 г. Тази опитна серия е от дванадесет оръдия le.FH.18 монтирани на модифицирани Щурмгешюц шасита на ранни модели, а не на новопроизведените за модел F/8.
Също както и оръдията на останалите модификации 10,5 cm Sturmhaubitze 42 L/28 е монтирано на лафет разположен върху рамка разположена в шасито. Отворът в предната част на надстройката е защитен от оръдейния щит, за който е заварено бронираното прикритие на механизма за компенсиране на отката. Този вид монтаж позволява едва 10 градуса хоризонтално движение на оръдието в двете посоки. Вертикалното движение е ограничено от -6 до +20 градуса, далеч под оптималните 45 за гаубица. Бронекомплектът се състои от 36 снаряда, а използваните муниции са от два вида: високоексплозивни (Sprenggranaten) и бронебойни снаряди с куха сърцевина за насочване на взрива (Hohlladungsgranate). Всеки от тях е с гилза, която позволява по-голяма скорострелност.

## Серийно производство
За разлика от другите модификации Щурмхаубице не получава свои серийни номера. Произвеждан е паралелно с другите Щурмгешюц в Алкет, а шаситата му носят номера между 92001 и 94250 и над 105001. На 18 март 1944 г. получава официалното си название – Sturmgeschütz III für 10,5 cm Stu.Haub.42 (Sd.Kfz.142/2). През август същата година е променено на Щурмхаубице от генерал-инспекторът на танковите войски (офиса на генерал Хайнц Гудериан).
В началото на декември 1942 г. Хитлер нарежда месечното производство на Щурмхаубице да се увеличи на 24 машини. Всички серийно произведени машини излизат от Алкет в Берлин, където са произвеждани паралелно с Щурмгешюц модел G. Първите десет произведени машини са завършени през март 1943 г., а до края на годината са завършени 204. След докладите за успешното им използване на Източния фронт през февруари 1944 г. производството е увеличено на 50 машини и надхвърля 100 на месец между август и ноември 1944 г. Докрай на войната серийно произведените машини достигат около 1300 броя.
Таблица на произведените Щурмхаубице по години:
| година | 1943   | 1943     | 1943 | 1943  | 1943 | 1943 | 1943 | 1943   | 1943      | 1943     | 1943    | 1943     |
| месец  | януари | февруари | март | април | май  | юни  | юли  | август | септември | октомври | ноември | декември |
| брой   | –      | –        | 10   | 34    | 45   | 30   | 25   | 5      | 10        | 11       | 4       | 30       |
| година | 1944   | 1944     | 1944 | 1944  | 1944 | 1944 | 1944 | 1944   | 1944      | 1944     | 1944    | 1944     |
| месец  | януари | февруари | март | април | май  | юни  | юли  | август | септември | октомври | ноември | декември |
| брой   | 26     | 54       | 56   | 58    | 46   | 100  | 92   | 110    | 119       | 100      | 102     | 40       |
| година | 1945   | 1945     | 1945 | 1945  | 1945 | 1945 | 1945 | 1945   | 1945      | 1945     | 1945    | 1945     |
| месец  | януари | февруари | март | април | май  | юни  | юли  | август | септември | октомври | ноември | декември |
| брой   | 71     | 24       | 49   | ~48   | –    | –    | –    | –      | –         | –        | –       | —        |
| ------ | ------ | -------- | ---- | ----- | ---- | ---- | ---- | ------ | --------- | -------- | ------- | -------- |

## Модификации
Модификациите на надстройката и шасито се нанасят паралелно с тези на Щурмгешюц модел G. Според заключение обявено в технически бюлетин от септември 1944 г. спирачката на цевта е излишна и впоследствие е премахната. Като алтернатива може да бъде използвана спирачката на цевта със странични фланци на le.FH.18 и le.FH.18/40. В средата на 1944 г. е въведен новия оръдеен щит Topfblende, но той не заменя напълно старата версия.

## Щурмхаубице в България
Тази гаубица не е била включена в плана „Барбара“ от 1943 г. за доставки на германска бронирана техника за България. По време на втората фаза на т.нар. Отечествена война 1944-1945 е получена поне една машина, модификация вер. Ausf D. Зачислена е към щурмовата батарея на Бронираната дружина, сформирана към Първа българска армия. След войната вероятно е бракувана и унищожена.

## Заключение
В доклад на командир от Sturmgeschütz-Ersatz und Ausbildungs-Abteilung посетил формации от щурмови оръдия на Източния фронт в периода 30 август – 22 септември 1943 г. се споменава: Щурмхаубице се доказа напълно и е незаменим срещу пехотни цели.